# Sufôco
Sufôco (in italiano: soffocamento) è una canzone scritta da Antonio Jose e Chico Da Silva.

## Storia e significato
Il testo descrive un conflitto emotivo di una persona coinvolta in una relazione segnata dalla sofferenza e dalla dipendenza affettiva. Il verso ripetuto Che soffocamento! rimarca il senso di prigionia di fronte a un amore che fa male, ma da cui è difficile liberarsi. Il testo evidenzia il conflitto interiore della protagonista, che nonostante ha mille ragioni per smettere di amare il suo partner, ma tuttavia insiste nel perdonare, dimostrando l'incapacità di staccarsi da continue delusioni.
La canzone descrive chiaramente le dinamiche di una relazione violenta, come si evince dai versi:Non so se sopporterò i tuoi abusi / Non so se sopporterò le tue assurdità. Il partner è uno che va in giro a regalare sogni, evidenziando tradimenti e promesse non mantenute. Nonostante la sofferenza, il personaggio esita a porre fine alla relazione, giustificandosi:Ho mille ragioni per perdonarti per amarmi. Il punto principale è questa ambiguità tra il desiderio di lasciare e il desiderio di perdonare.
Nel 1989 il brano musicale fu inserito nell'album compilation O Samba sotto la supervisione di David Byrne